# 丹麥西印度公司

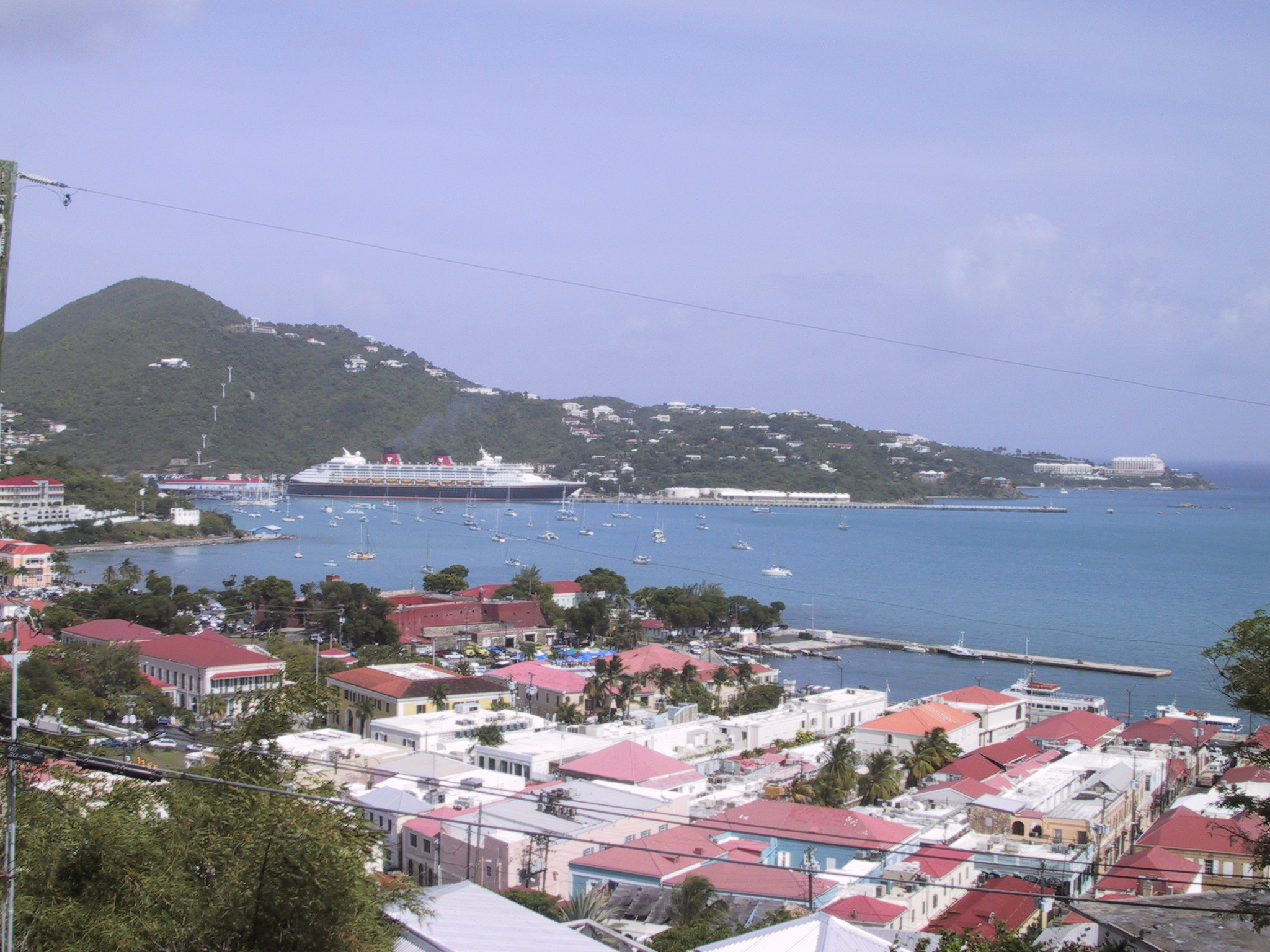
丹麥西印度公司诞生地夏洛特阿马利亚

丹麥西印度公司（丹麦语：Vestindisk kompagni），或称丹麦西印度几内亚公司（丹麦语：Det Vestindisk-Guineisk kompagni），是丹麦-挪威联合王国的特许公司，以此来控制丹麦属西印度群岛等殖民地。丹麥西印度公司最初名叫丹麦非洲公司，是由芬兰人、荷兰人和德国人在德国的格吕克施塔特成立。他们的主要贸易活动在丹麦黄金海岸，也就是如今的加纳。1671年，丹麦非洲公司与创建于1670年11月20日的丹麦西印度公司合作，并在1671年3月11日得到丹麦-挪威联合王国国王克里斯蒂安五世的特许。
丹麥西印度公司主要从事美洲和非洲的贸易，美洲主要活动于加勒比海的夏洛特阿马利亚，也即是现在的美属维尔京群岛。它最终于1776年11月22日申请破产，丹麦-挪威联合王国在1775年8月至9月逐渐取得丹麦西印度公司的港口特许权。